# سیدیم‌لی
سیدیم‌لی (به لاتین: Seydimli) یک منطقه مسکونی در جمهوری آذربایجان است که در شهرستان ترتر واقع شده است. سیدیم‌لی ۲۴۹۵ نفر جمعیت دارد.